# Спаська сільська рада (Кролевецький район)
Спа́ська сільська́ ра́да — колишній орган місцевого самоврядування у Кролевецькому районі Сумської області. Адміністративний центр — село Спаське.

## Населення
- 1755 осіб (станом на 2001 рік)
- 1147 осіб (станом на 2018 рік)

## Населені пункти
Сільській раді підпорядковані населені пункти:
- с. Спаське
- с. Лапшине
- с. Любитове

## Склад ради
Рада складається з 12 депутатів та голови.
- Голова ради: Завгородній Сергій Миколайович
- Секретар ради: Міцай Ірина Михайлівна

### Керівний склад попередніх скликань
| Прізвище, ім'я, по батькові  | Основні відомості                                                 | Дата обрання | Дата звільнення |
| ---------------------------- | ----------------------------------------------------------------- | ------------ | --------------- |
| Андрущенко Анатолій Іванович | Сільський голова, 1952 року народження, освіта вища, безпартійний | 26.03.2006   | 31.10.2010      |
| Андрущенко Анатолій Іванович | Сільський голова, 1952 року народження, освіта вища, безпартійний | 31.10.2010   |                 |

Примітка: таблиця складена за даними сайту Верховної Ради України